# Midland (Kolorado)
Midland – jednostka osadnicza w Stanach Zjednoczonych, w stanie Kolorado, w hrabstwie Teller.